# Артерія сім'явивідної протоки
Артерія сім'явивідної протоки (лат. arteria ductus deferentis) — артерія, що є гілкою переднього стовбуру внутрішньої клубової артерії або іноді верхньої міхурової артерії та досягає сім'явивідної протоки, сім'яних пухірців, яєчка, і сечовода, анастомозує з артерією яєчка та артерією м'яза-підіймача яєчка.
Артерія сім'явивідної протоки кровозабеспечує сім'явивідну протоку, деякою мірою яєчко з його придатоком та, своєю малою гілкою, сечовод.